# Nanogate
Nanogate ist ein Hersteller von designorientierten und widerstandsfähigen Kunststoffteilen und -Beschichtungen (z. B. antihaftende, kratzfeste oder korrosionsschützende Oberflächen). Unternehmenssitz ist Göttelborn, ein Ortsteil der Gemeinde Quierschied im Saarland. Seit dem 1. Juli 2021 ist das Kerngeschäft der Nanogate SE Teil der amerikanischen Techniplas-Gruppe.

## Geschichte
Das Unternehmen wurde 1998 als Spin-off der Universität Saarbrücken gegründet, Mitte 1999 erfolgte der operative Start. Zu den ersten Kapitalgebern gehörten neben dem Management das Private-Equity-Unternehmen 3i und Sal. Oppenheim. Im März 2006 wurde Nanogate in eine AG umgewandelt und im September 2017 in eine SE. Ende Oktober 2006 erfolgte der Börsengang, an dessen Ende die Gesellschaft im Entry Standard der Frankfurter Wertpapierbörse gelistet war. Es wurden etwas mehr als 600.000 Aktien platziert und das Transaktionsvolumen betrug rund 19,3 Mio. Euro.
Über die Zeit hat die Gesellschaft immer wieder Wettbewerber oder branchennahe Unternehmen übernommen, um die eigene Marktposition zu stärken, so 2002 die Holmenkol Sport-Technologies GmbH & Co. KG in Ditzingen und zuletzt die Kunststoffsparte Jay Plastics des US-Unternehmens Jay Industries.
In dem Halbjahr vor dem Börsengang lag der Umsatz bei 3,7 Mio. Euro; von 2012 bis 2017 vervierfachte er sich auf 186 Millionen Euro.
Am 22. Juni 2020 meldete Nanogate Insolvenz in Eigenverwaltung (Schutzschirmverfahren) an, da es seinen finanziellen Verpflichtungen nicht mehr nachkommen kann. Am 9. Mai 2021 wurde bekannt, dass die wesentlichen Teile der Gesellschaft von dem amerikanischen Hersteller von Kunststoffkomponenten Techniplas übernommen werden. Nanogate Textile & Care Systems GmbH und Nanogate Electronic Systems GmbH sind davon ausgenommen und wurden separat verkauft. Das Listing im Basic Board der Frankfurter Wertpapierbörse und der entsprechende Vertrag mit der Deutsche Börse AG  wurde mit Wirkung zum 4. Februar 2022 gekündigt.

## Produkte
Das Unternehmen produzierte Kunststoffe, die sich leicht verformen lassen und kratzfest sowie witterungsbeständig sind. Dies umfasst u. a. glasähnliche, transparente Bauteile, die branchenintern Glazing-Material genannt werden. Zu den Einsatzzwecken gehören beispielsweise nanodünne Schutz- bzw. Oberflächenbeschichtungen in der Automobilindustrie oder – bakterienabweisend – als Displays.
Das Unternehmen bezeichnet sich selbst als „integriertes Systemhaus“, das seine Kunden über die gesamte Wertschöpfungskette begleiten will.

## Konzerngesellschaften
Die Nanogate SE als Holding hatte eine Reihe von Tochtergesellschaften, die auf bestimmte Teilaufgaben spezialisiert waren. Nanogate Electronic Systems GmbH, Neudörfl, Austria war die letzte operative Einheit, die am 20. Dezember 2021 an einen nicht genannten Investor veräußert wurde.